# David Shannon
David Shannon, nome d'arte di David Greenway (Bishop's Stortford, 22 marzo 1972), è un attore e cantante britannico, noto soprattutto come interprete di musical nel West End londinese.

## Biografia
Nato a Bishop's Stortford, Inghilterra, David Shannon si trasferì con la famiglia in Irlanda da bambino e lì frequentò le scuole e cominciò a recitare in produzioni amatoriali di musical e opere di prosa. Fece il suo debutto professionale all'età di ventun anni nel tour britannico e irlandese del musical Les Misérables prodotto da Cameron Mackintosh; successivamente si unì anche alla compagnia stabile del musical nel West End di Londra. In Les Misérables, Shannon ricopriva diversi ruoli minori oltre ad essere il sostituto per i ruoli principali di Enjolras e Marius Pontmercy. Dopo altre esperienze teatrali in Germania, Scandinavia e Irlanda, Shannon tornò a recitare nel West End nella stagione 1997-1998 in un altro musical di Claude-Michel Schönberg e Alain Boublil, già autori di Les Misérables: Martin Guerre, in scena al Prince Edward Theatre di Londra. Nel 1998 recitò in un terzo musical di Schonber e Boublil, Miss Saigon, nel ruolo del protagonista maschile Chris: ricoprì il ruolo per un anno al Theatre Royal Drury Lane di Londra e successivamente si unì alla tournée britannica del 2002. Il ruolo di rilievo in Miss Saigon portò una certa visibilità a Shannon, che successivamente interpretò tre ruoli da protagonista in tre musical di Andrew Lloyd Webber: Rum Tum Tugger in Cats (1999), l'uomo in Whistle Down the Wind (2000) e John in The Beautiful Game, per cui fu candidato al prestigioso Laurence Olivier Award al miglior attore in un musical.
Dopo il successo di The Beautiful Game si unì al cast della produzione inglese dell'opera polare Notre-Dame de Paris nel ruolo del poeta Gringoire e poi tornò a recitare in tour con Miss Saigon. Nel 2004 recitò con Lea Salonga nel musical Baby in scena a Manila e in un allestimento semiscenico di Sweeney Todd: The Demon Barber of Fleet Street in Germania, dove interpretava il protagonista romantico Anthony Hope. Nel 2005 tornò sulle scene londinesi nel musical The Phantom of the Opera, in cui interpretò il co-protagonista Raoul de Chagny per un anno. Allo scadere del contratto recitò brevemente a Oslo nel musical Chess, per poi tornare a vivere stabilmente in Irlanda per due anni. In questo periodo recitò nuovamente in Sweeney Todd, questa volta nel ruolo dell'eponimo protagonista, al Gate Theatre di Dublino con Anita Reeves (2007), prima di recitare nei classici shakespeariani Macbeth e War of Roses (che riunisce la trilogia dell'Enrico VI). Nel 2008 tornò a recitare sulle scene del West End nel musical in cui aveva fatto il suo debutto quindici anni prima, Les Misérables, questa volta nel ruolo del protagonista Jean Valjean. L'anno successivo rimpiazzò Ramin Karimloo nel ruolo principale di The Phantom of the Opera all'His Majesty's Theatre, un ruolo che ricoprì per un anno accanto a Gina Beck.
Due anni dopo tornò brevemente a interpretare Jean Valjean nel West End, prima di tornare in Irlanda a recitare ne L'opera da tre soldi (2013), Romeo e Giulietta e By the Bog of Cats (2015) sulle scene dei due teatri principali di Dublino, il Gate e l'Abbey Theatre. Nel 2017 fu riunito con Gina Beck nel cast londinese di Matilda the Musical, in cui Shannon recitò per un anno nella parte en travesti della signorina Spezzindue. Dopo un anno in Matilda, Shannon si unì al cast della prima europea di Come From Away, debuttato a Londra all'inizio del 2019 dopo un periodo di rodaggio a Dublino nel dicembre del 2018; in Come From Away l'attore interpreta molteplici ruoli, tra cui quelli di Kevin T. e Garth.

## Teatrografia
- Les Misérables, colonna sonora di Claude-Michel Schönberg, libretto di Alain Boublil e Herbert Kretzmer, regia di Trevor Nunn e John Caird. Palace Theatre di Londra, tour britannico e irlandese (1993-1995)
- The Who's Tommy, colonna sonora di Pete Townshend, libretto e regia di Des McAnuff. Capitol Theatre di Offenbach am Main (1995)
- A Slice of Saturday Night, colonna sonora e libretto di Lea, Neil, Charles e John Heather, regia di Paul Gilligan. Andrew Lane Theatre di Dublino e Palace Theatre di Cork (1997)
- Jesus Christ Superstar, colonna sonora di Andrew Lloyd Webber, libretto di Tim Rice. Tour scandinavo (1997)
- Martin Guerre, colonna sonora di Claude-Michel Schönberg, libretto di Alain Boublil, regia di Declan Donnellan. Prince Edward Theatre di Londra (1997-1998)
- Miss Saigon, colonna sonora di Claude-Michel Schönberg, libretto di Alain Boublil, regia di Nicholas Hytner. Theatre Royal Drury Lane (1998-1999)
- Cats, colonna sonora di Andrew Lloyd Webber, libretto di Thomas Stearns Eliot, regia di Trevor Nunn. New London Theatre di Londra (1999-2000)
- Whistle Down the Wind, colonna sonora di Andrew Lloyd Webber, libretto di Jim Steinman, Patricia Knop, regia di Gale Edwards. Aldwych Theatre di Londra (2000)
- The Beautiful Game, colonna sonora di Andrew Lloyd Webber, libretto di Ben Elton, regia di Robert Carsen. Cambridge Theatre di Londra (2000-2001)
- Notre-Dame de Paris, colonna sonora di Riccardo Cocciante, libretto di Luc Plamondon, regia di Gilles Maheu. Dominion Theatre di Londra (2001)
- Miss Saigon, colonna sonora di Claude-Michel Schönberg, libretto di Alain Boublil, regia di Nicholas Hytner. Tour britannico (2002)
- Baby the Musical, colonna sonora di David Shire, libretto di Sybille Pearson e Richard Maltby Jr, regia di Bobby Garcia. Meralco Theatre di Manila (2004)
- The Phantom of the Opera, colonna sonora di Andrew Lloyd Webber, libretto di Charles Hart e Richard Stilgoe, regia di Harold Prince. His Majesty's Theatre di Londra (2005-2006)
- Chess, colonna sonora di Benny Andersson e Björn Ulvaeus, libretto di Tim Rice, regia di Nicola Trahern. Oslo Spektrum di Oslo (2006)
- Sweeney Todd: The Demon Barber of Fleet Street, colonna sonora di Stephen Sondheim, libretto di Hugh Wheeler, regia di Selina Cartmell. Gate Theatre di Dublino (2007)
- The War of Roses, da William Shakespeare, regia di Paul Burke. Dublin Theatre Festival di Dublino (2007)
- Macbeth, di William Shakespeare, regia di Alan Sanford. Second Age Theatre di Dublino (2008)
- Les Misérables, colonna sonora di Claude-Michel Schönberg, libretto di Alain Boublil e Herbert Kretzmer, regia di Trevor Nunn e John Caird. Queen's Theatre di Londra (2008-2009)
- The Phantom of the Opera, colonna sonora di Andrew Lloyd Webber, libretto di Charles Hart e Richard Stilgoe, regia di Harold Prince. His Majesty's Theatre di Londra (2009-2010)
- Les Misérables, colonna sonora di Claude-Michel Schönberg, libretto di Alain Boublil e Herbert Kretzmer, regia di Trevor Nunn e John Caird. Queen's Theatre di Londra (2012)
- L'opera da tre soldi, colonna sonora di Kurt Weill, libretto di Bertolt Brecht, regia di Wayne Jordan. Gate Theatre di Dublino (2013)
- Romeo e Giulietta, di William Shakespeare, regia di Wayne Jordan. Gate Theatre di Dublino (2015)
- By the Bog of Cats, di Marina Carr, regia di Selina Cartmell. Abbey Theatre di Dublino (2015)
- Matilda the Musical, colonna sonora di Tim Minchin, libretto di Dennis Kelly, regia di Matthew Warchus. Cambridge Theatre di Londra (2017-2018)
- Come From Away, colonna sonora e libretto di Irene Sankoff and David Hein, regia di Christopher Ashley. Abbey Theatre di Dublino (2018)
- Come From Away, colonna sonora e libretto di Irene Sankoff and David Hein, regia di Christopher Ashley. Phoenix Theatre di Londra (2019)

## Filmografia parziale

### Televisione
- Vikings - serie TV, 4 episodi (2016-2019)

## Discografia
- The Beautiful game (2000), Original London Cast
- West End: the New Generation (2001)
- The best of the West End (2003)
- Baby the Musical (2004), Original Manila Cast
- Musical, the golden collection (2004)
- Till I Hear you sing (2010)